# M55 motorway
Der M55 motorway (englisch für Autobahn M55) ist eine seit 1975 auf voller Länge in Betrieb stehende, 19,3 km lange Autobahn in England. Er verbindet den M6 motorway beim Knoten Junction 32 in der Nähe von Preston mit dem Seebad Blackpool an der Irischen See.